# Abshar (distrikt)
Abshar (persiska: آبشار), eller Wuluswali-ye Abshar (ولسوالی آبشار), är ett distrikt (wuluswali) i östra Afghanistan, i provinsen Panjshir.
Abshar är ett av landets provisoriska distrikt och beräknades år 2022 ha cirka 13 000 invånare.